# DNA nucleare
Il DNA nucleare, o acido deossiribonucleico nucleare o nDNA, è il DNA contenuto nel nucleo cellulare di un organismo eucariotico. L'nDNA codifica per la maggior parte del genoma; la parte restante viene codificata dal DNA mitocondriale (mtDNA) o dal DNA plastidiale. L'nDNA segue l'eredità mendeliana, le informazioni provenendo da entrambi i genitori, mentre l'mtDNA viene trasmesso per eredità materna.

## Struttura
L'nDNA è un acido nucleico, un polimero costituito da biomolecole, che si trova all'interno del nucleo delle cellule di organismi eucariotici. Si presenta sotto forma di doppia elica, con due filamenti appaiati e avvolti l'uno sull'altro. La struttura a doppia elica fu descritta per la prima volta da Francis Crick e James D. Watson (1953) sulla base dei dati raccolti da Rosalind Franklin. Ogni filamento è una lunga catena polimerica costituita da nucleotidi. Ogni nucleotide è composto da uno zucchero a cinque atomi di carbonio, da un gruppo fosfato, e da una base azotata. I nucleotidi sono distinti per le loro basi azotate. Si dividono in purine e pirimidine. Le purine si presentano con una base più "grande" e si dividono in adenina e guanina, le pirimidine presentano una base più "piccola" e si dividono in timina e citosina. Queste basi sono appaiate tra i due filamenti in base alla regola di Chargaff: l'adenina si appaia con la timina(A-T) e la guanina si appaia con la citosina(G-C). I gruppi fosfato sono legati assieme da legame fosfodiesterico, mentre le basi presentano legami idrogeno.

## DNA mitocondriale
L'nDNA e l'mtDNA differiscono per molti aspetti, tra i quali la struttura e il luogo dove vengono conservati. Il DNA nucleare si trova nel nucleo delle cellule eucariotiche e al massimo si può trovare replicato in due copie per cellula, mentre il DNA mitocondriale è contenuto all'interno dei mitocondri e se ne possono trovare 100-1 000 copie per cellula. La struttura dei cromosomi di DNA nucleare è una struttura lineare che termina "apertamente" (le estremità dei cromosomi non sono in connessione). I cromosomi di DNA mitocondriale hanno invece struttura circolare e quindi chiusa. L'nDNA è in forma diploide ereditato da due gameti parentali aploidi, uno paterno e uno materno, l'mtDNA è aploide ed è di origine puramente materna. La frequenza di mutazione di una singola copia di nDNA è dalle 5 alle 10 volte inferiore rispetto ad alcune regioni dell'mtDNA.

## Genetica forense
Il DNA nucleare è conosciuto come la molecola della vita e contiene le istruzioni genetiche per lo sviluppo di tutti gli organismi viventi. Si può ritrovare nella maggioranza delle cellule del corpo umano, con alcune eccezioni come le cellule ematiche che sono prive di nucleo e di DNA. Ognuno ha un personale e unico schema genetico, compresi i gemelli. Le tecniche usate per la ricerca forense includono la reazione a catena della polimerasi (PCR), che permette di usare piccolissime quantità di DNA per originare molte copie di regioni target sulla molecola. Per individuare queste regioni target si usano corte sequenze di nucleotidi ripetute, short tandem repeats (STRs), caratteristiche e specifiche per diverse regioni del DNA.

## Replicazione
Prima della divisione cellulare il DNA della cellula madre deve essere duplicato in modo che le due cellule figlie abbiano la stessa quantità di DNA. Il processo di duplicazione del DNA è chiamato replicazione. La replicazione è un processo semiconservativo, vale a dire che ogni nuova cellula contiene parte del filamento originale della cellula madre. Il filamento di DNA originale serve come filamento stampo, o filamento guida per il nuovo filamento complementare.
La replicazione del DNA incomincia in un sito specifico del filamento, al quale si lega uno specifico enzima. L'enzima elicasi separa una porzione di DNA ai due filamenti singoli che si legano delle single-strand binding proteins che stabilizzano i filamenti despiralizzati. Il complesso enzimatico DNA polimerasi si lega a uno dei filamenti singoli e incomincia la replicazione (accade la stessa reazione per il secondo filamento). La DNA polimerasi non può legarsi direttamente ai nucleotidi sul filamento, ma ha bisogno di una catena di nucleotidi preesistente. Questa catena è formata dall'RNA primasi che catalizza un cosiddetto "primer". L'RNA primer consiste in una corta sequenza di RNA complementare al DNA stampo. La DNA polimerasi ora può aggiungere nucleotidi al primer continuando la duplicazione del nuovo filamento del DNA. L'RNA primer verrà successivamente rimosso per via enzimatica e sostituito con una sequenza di nucleotidi di DNA. La DNA polimerasi può sintetizzare nucleotidi in una sola direzione, ciò dà origine a due tipi di meccanismi per la duplicazione. Uno è la replicazione continua del filamento orientato secondo la direzione della DNA polimerasi (filamento veloce); l'altro è la replicazione discontinua del filamento orientato in modo contrario alla direzione della DNA polimerasi, con la formazione di numerosi frammenti originati separatamente da più RNA primer (frammenti di Okazaki) e solo successivamente uniti per via enzimatica.

## Danni e meccanismi di riparazione del DNA
Il danno al DNA è un problema dovuto a numerosi fattori distruttivi endogeni ed esogeni. Gli eucarioti hanno col tempo evoluto dei set di processi di riparazione del DNA per ovviare a questo problema. Questi processi di riparazione includono: la riparazione dell'escissione di basi; riparazione dell'escissione di nucleotidi; riparazione della ricombinazione di cromosomi omologhi e non omologhi e MMEJ (microhomology-mediated end joining). Questi processi di riparazione sono essenziali per mantenere stabile e il più possibile uguale l'intera molecola di DNA. Il fallimento del processo di riparazione può avere risvolti molto negativi. I danni provocati al DNA, esattamente come le mutazioni e le alterazioni epigenetiche, sono considerate la maggior causa di cancro. Sono inoltre implicati nell'invecchiamento e nelle malattie neurodegerenative.

## Mutazioni
Il DNA è quindi soggetto a mutazioni. La maggior causa di mutazione è il processo di replicazione del DNA, dovuto a errori nella sintesi del filamento stampo da parte della DNA polimerasi. Mutazioni possono insorgere anche per errori durante la riparazione del DNA. Il processo di MMEJ, per la riparazione delle rotture del doppio filamento, è particolarmente incline a generare errori e quindi mutazioni. Tuttavia vi è una piccola percentuale di mutazioni che è provvidenziale per la variazione genetica sulla quale la selezione naturale opera favorendo nuovi adattamenti e quindi l'evoluzione.

## Galleria d'immagini

The human nuclear DNA displayed into chromosome ideograms with label from Human Genome Project (1990-2003)
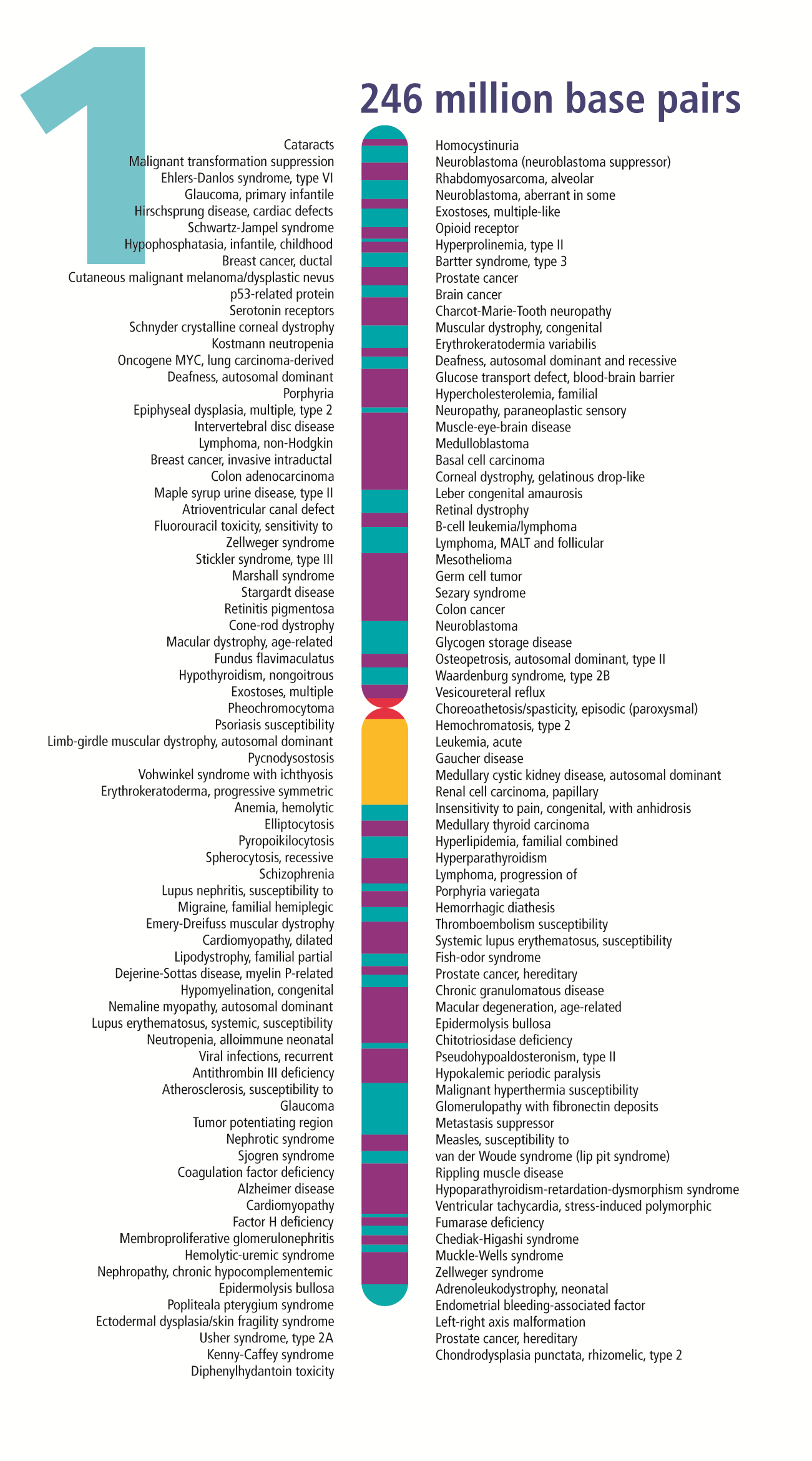
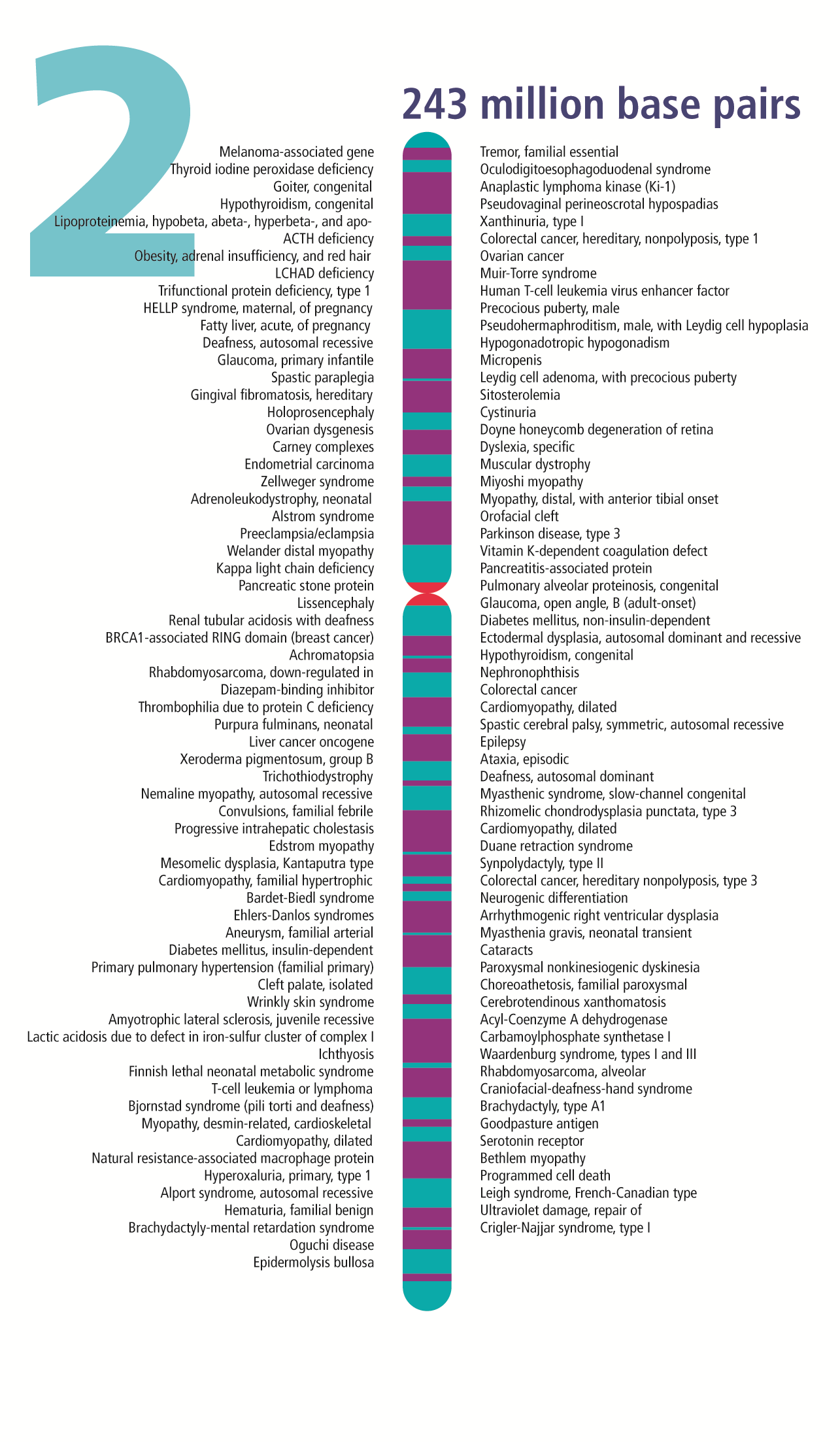
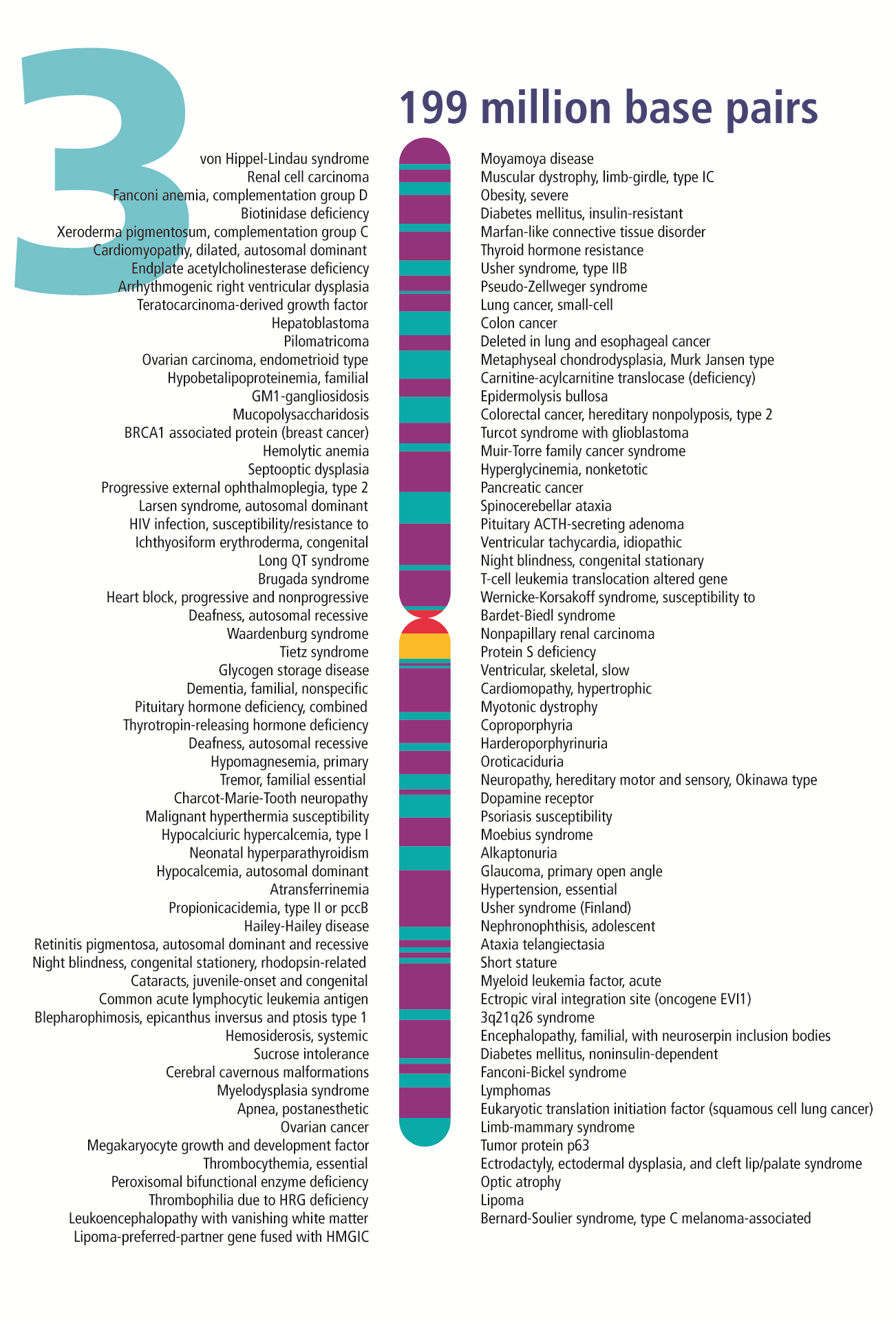
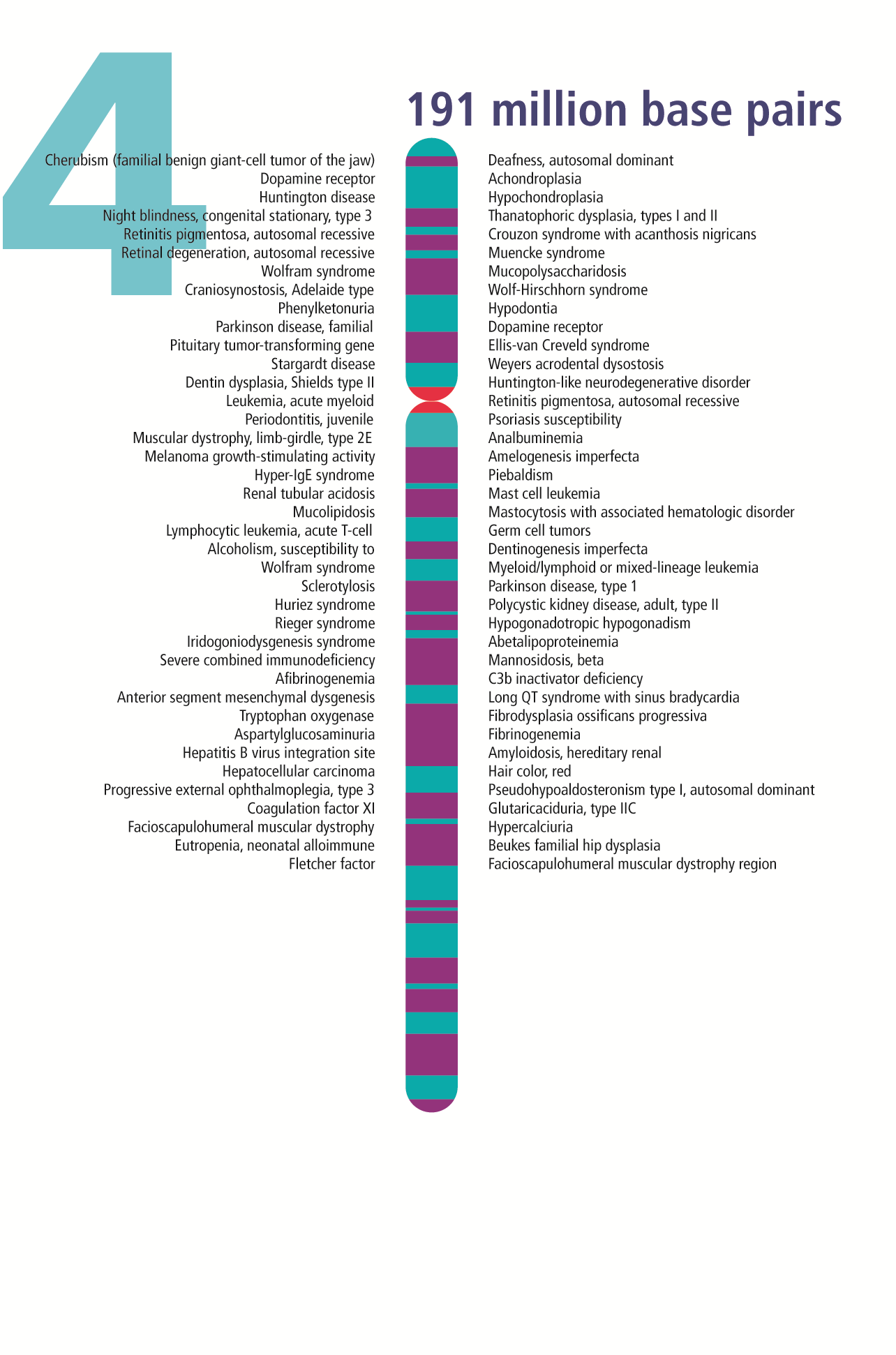
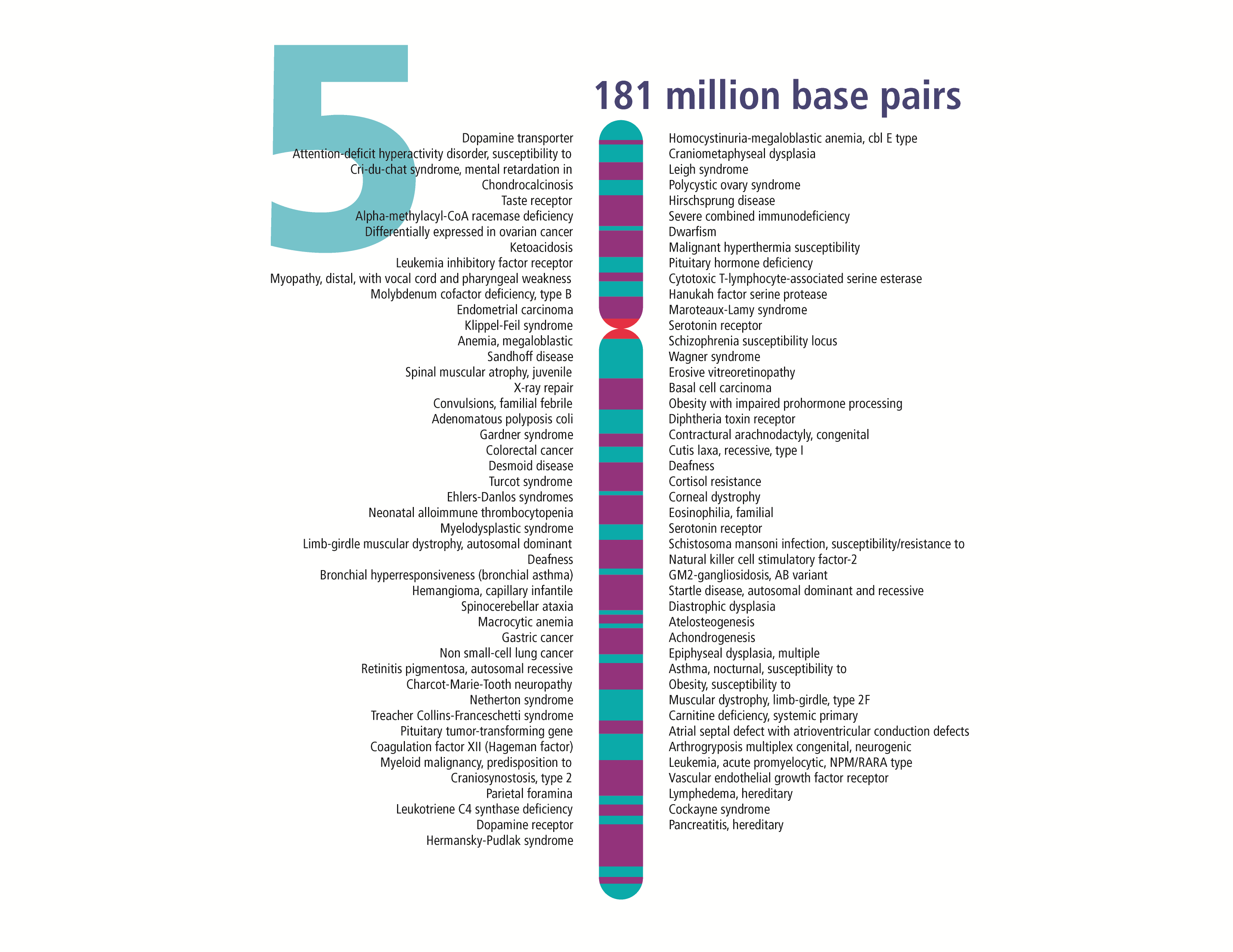
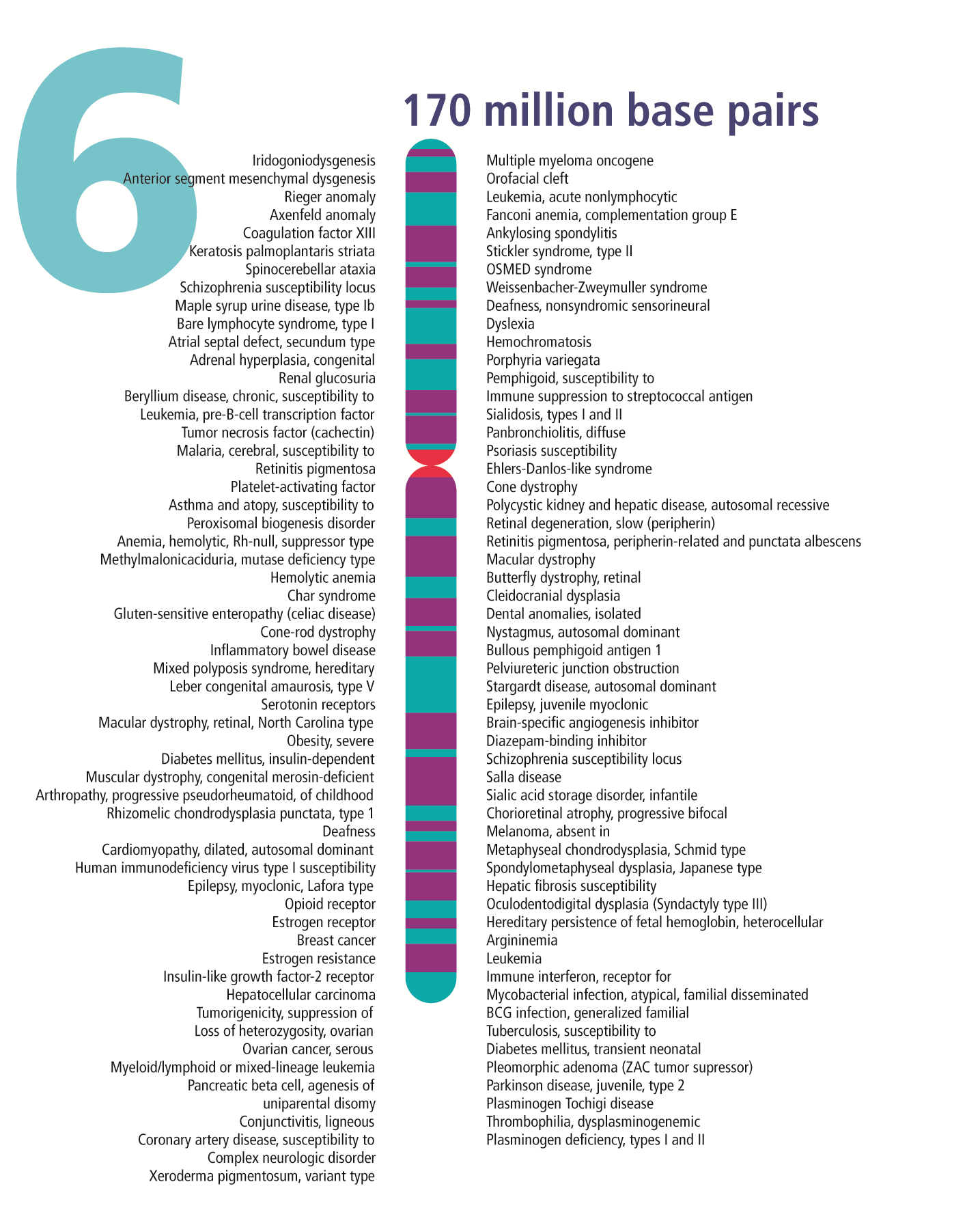
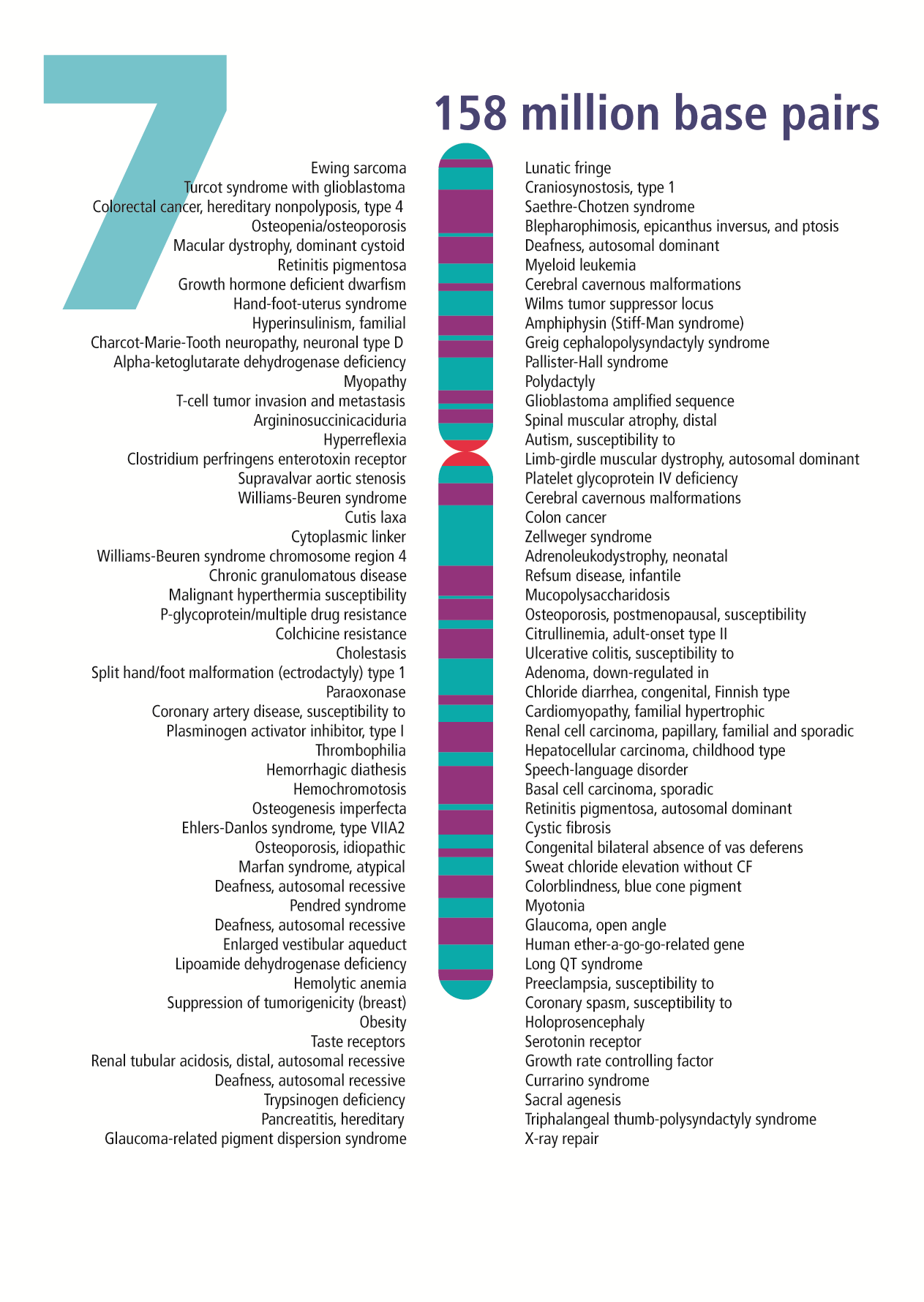
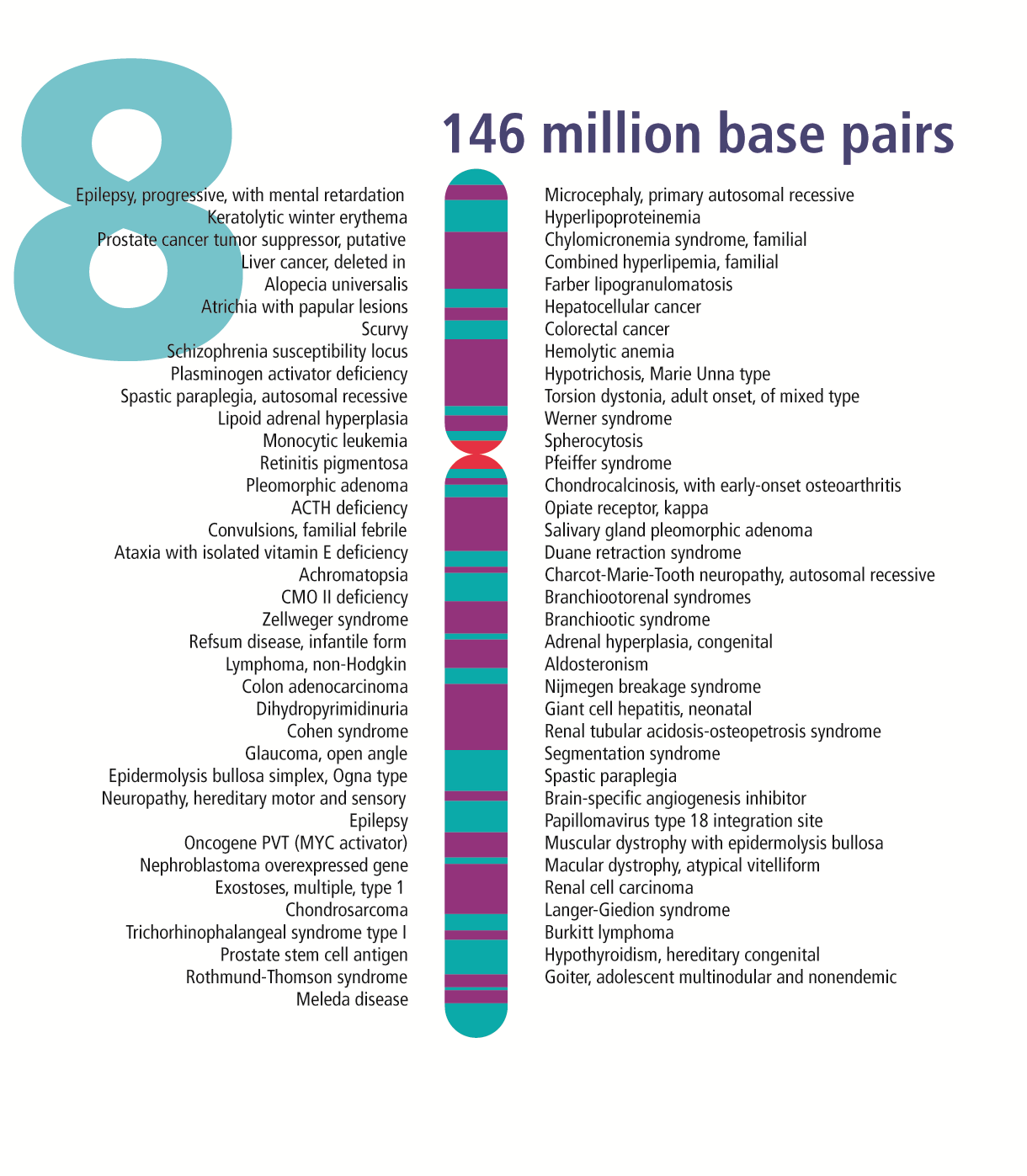
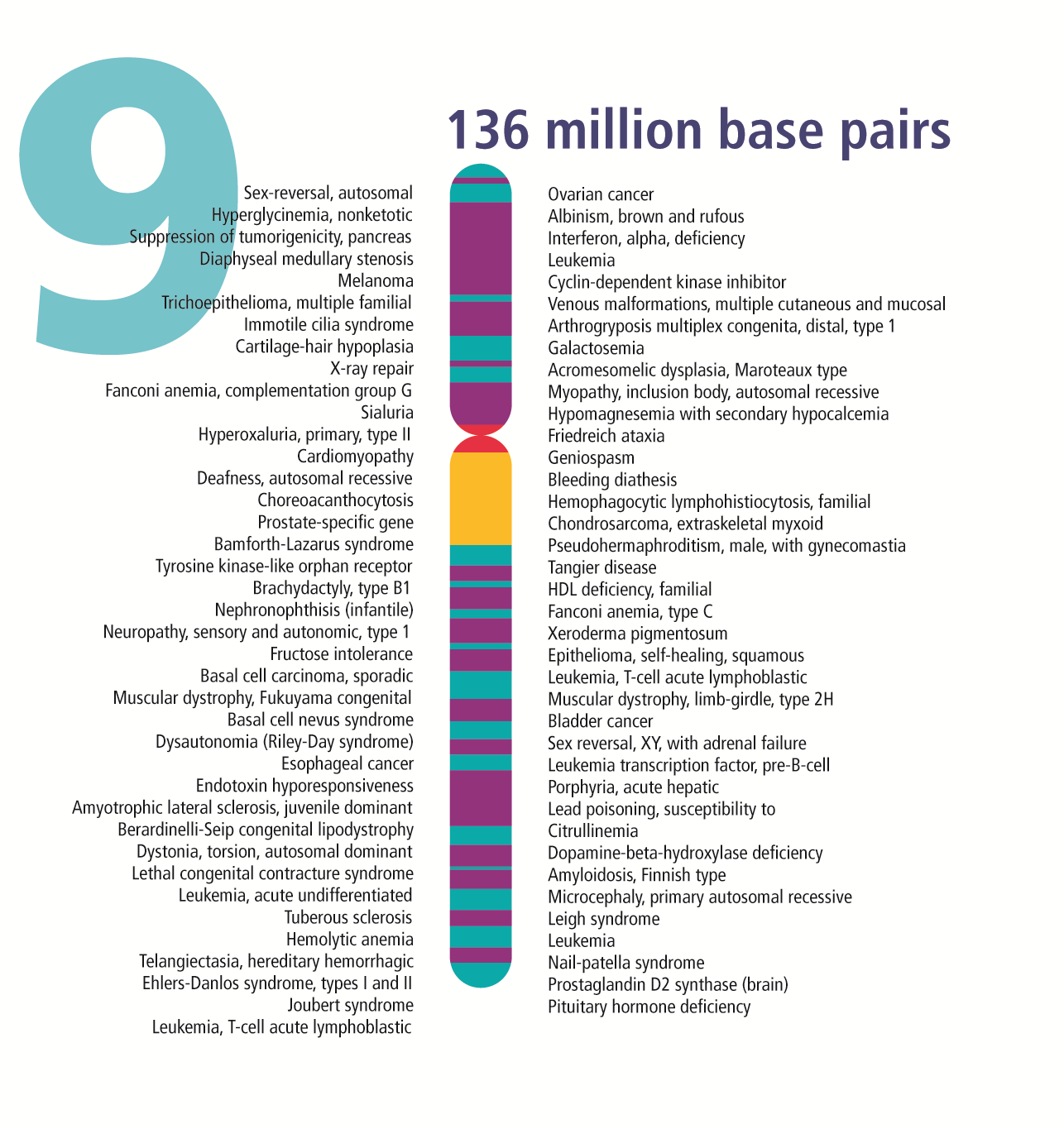
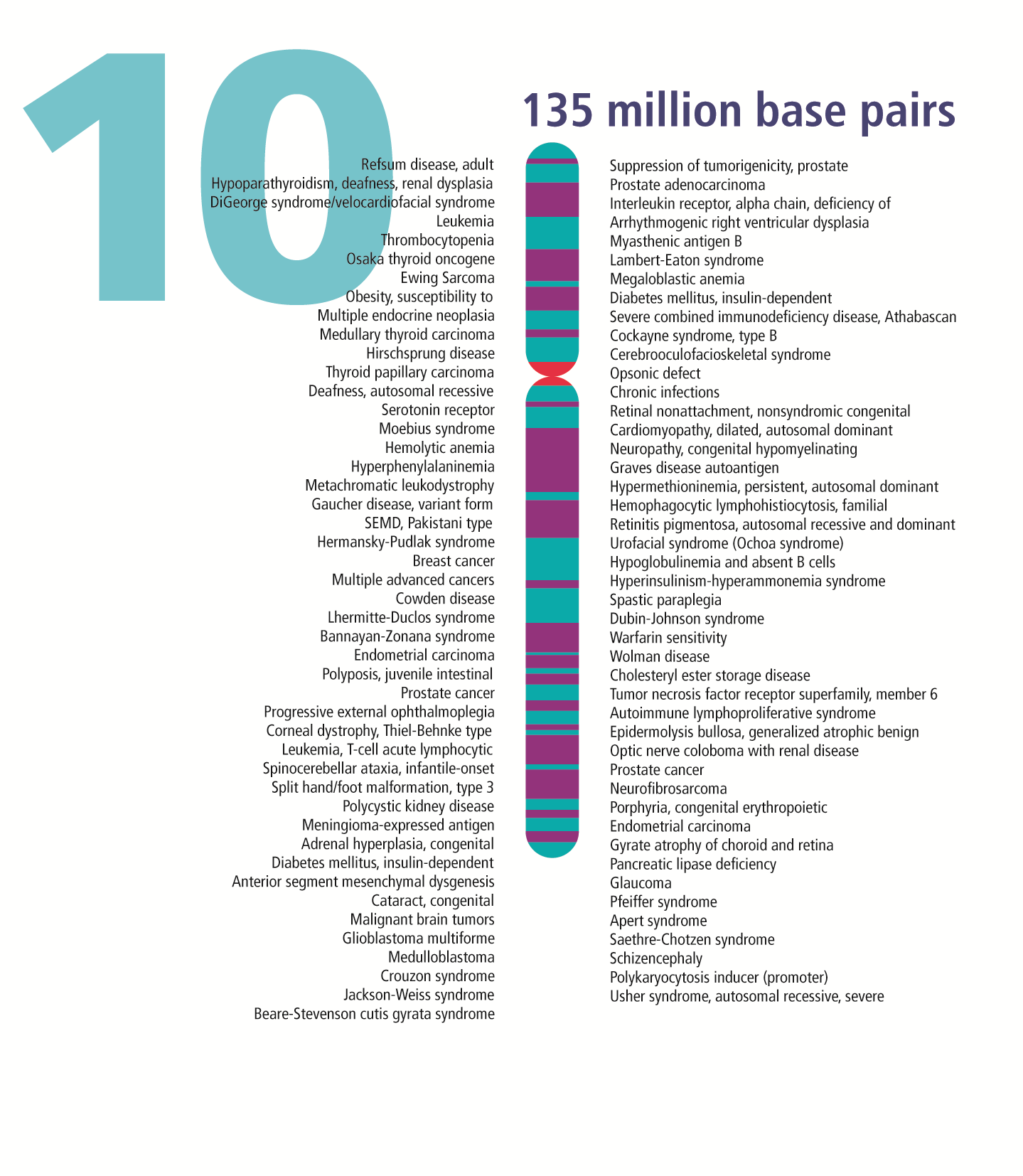
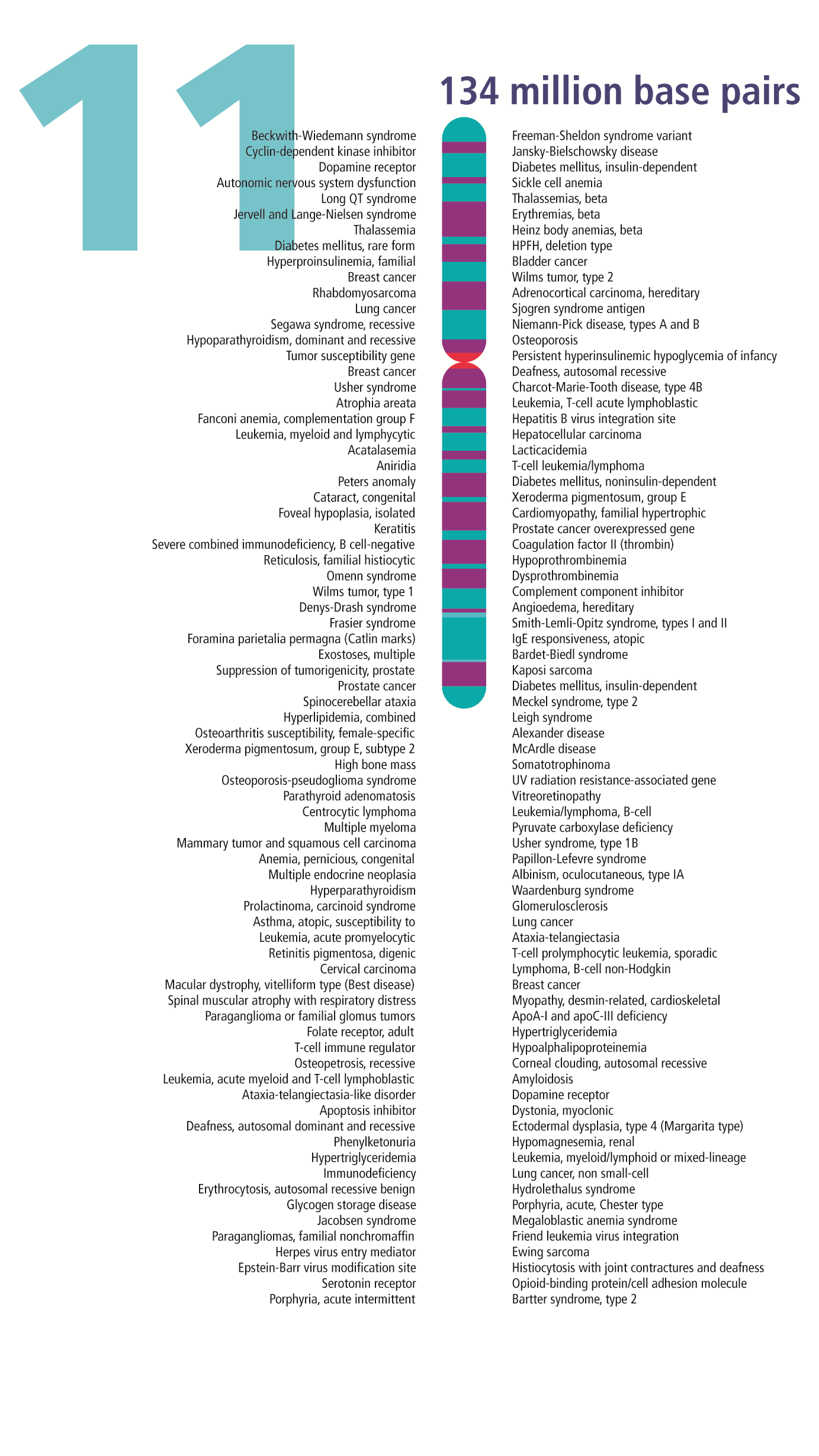
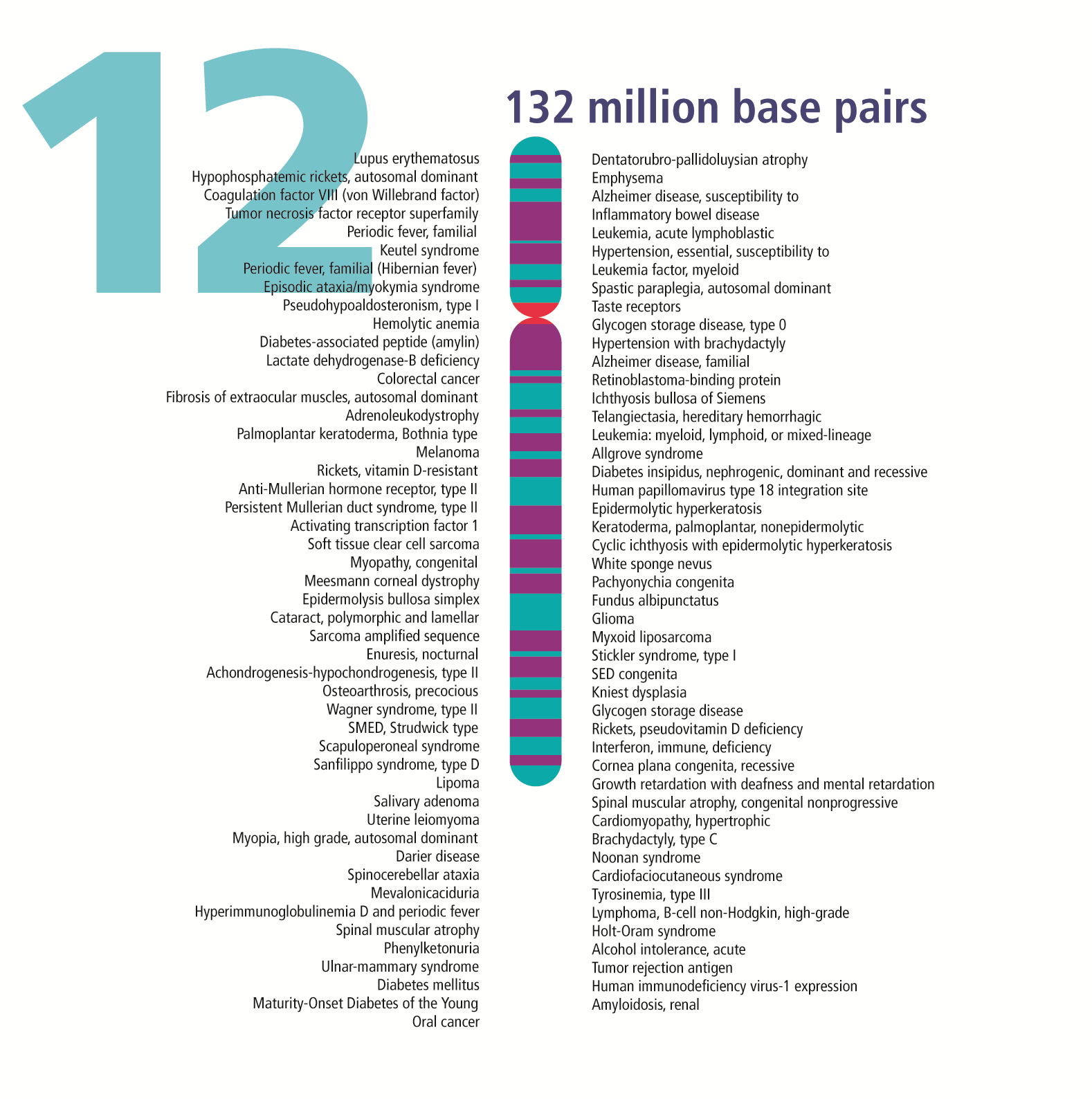
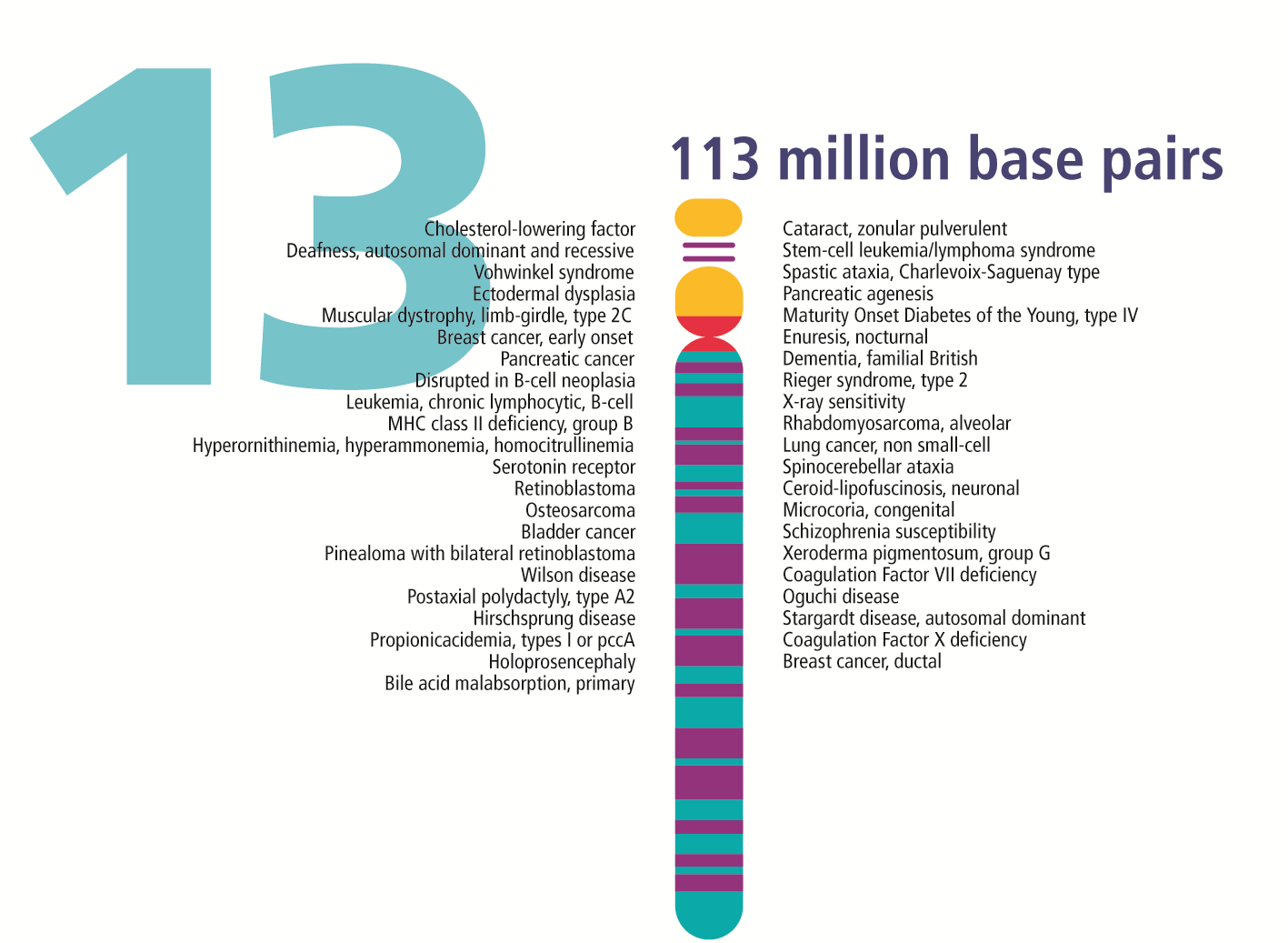
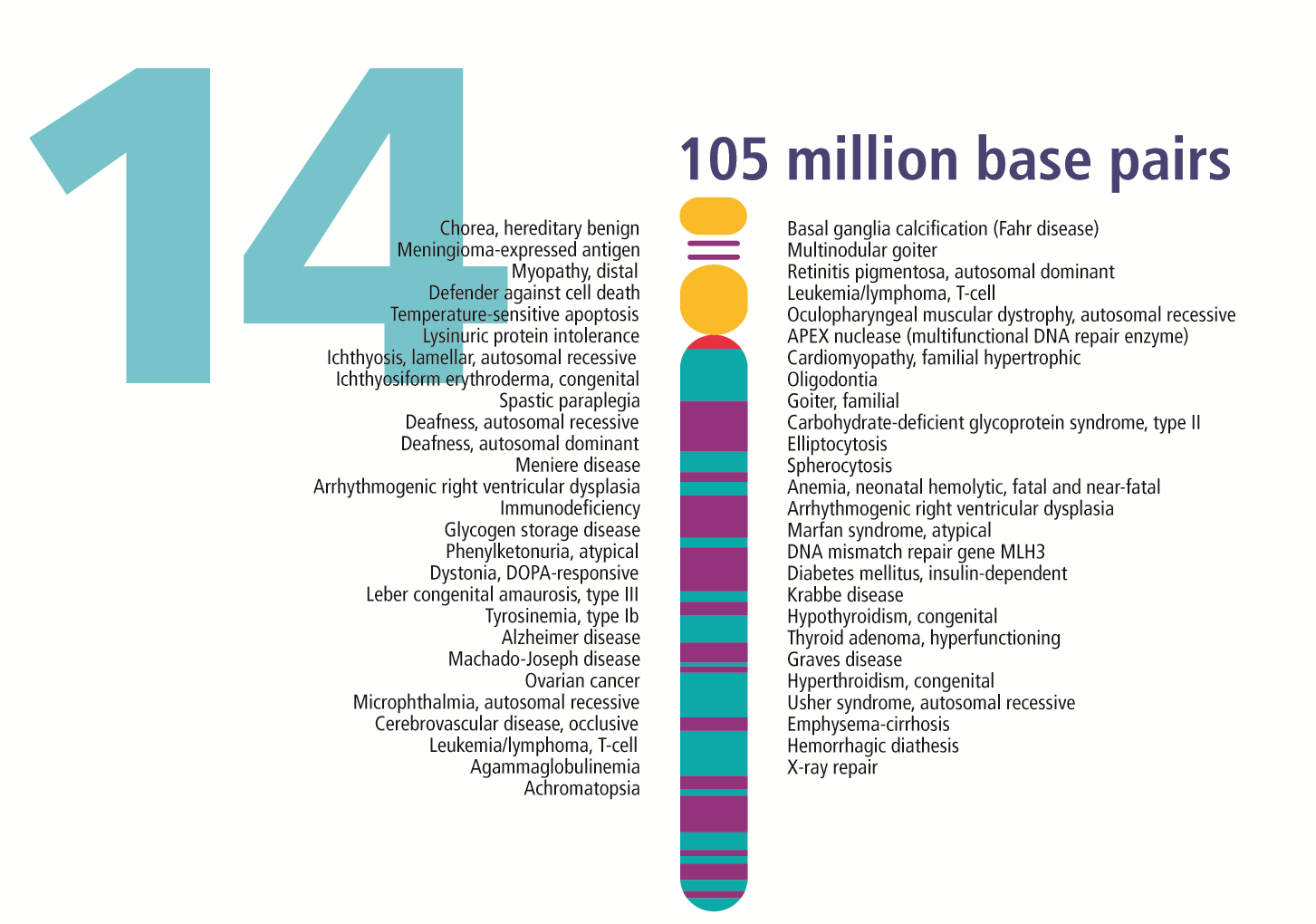
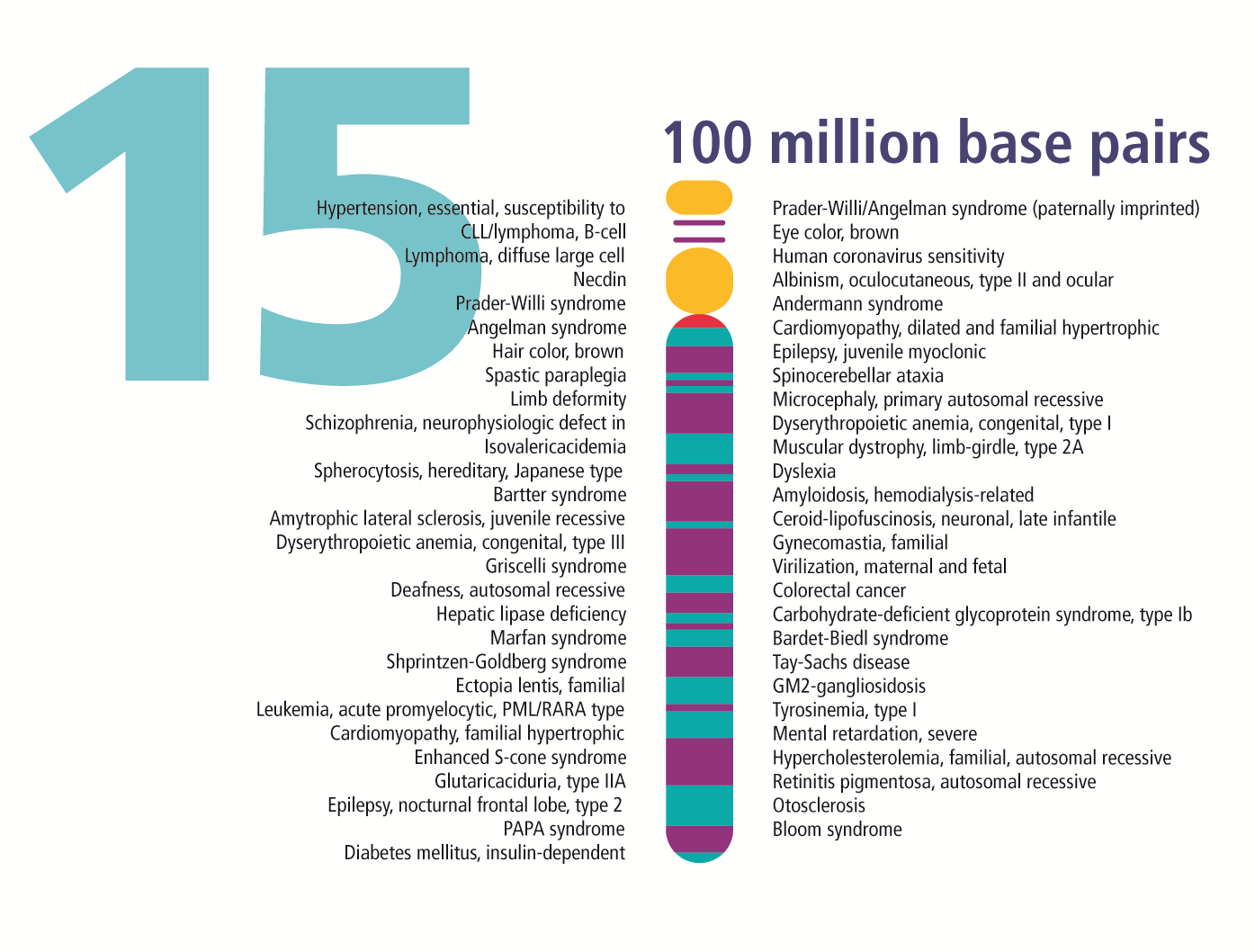
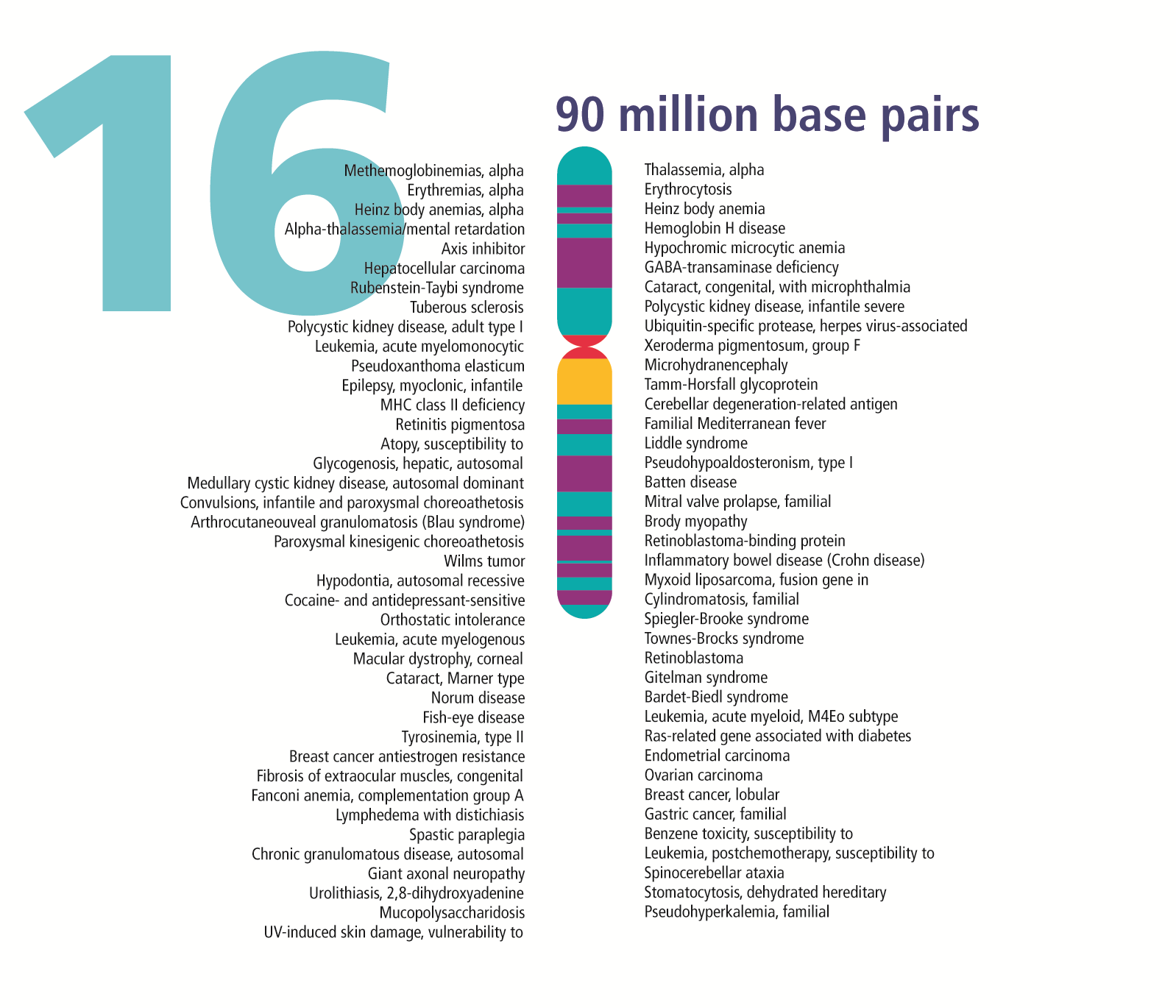
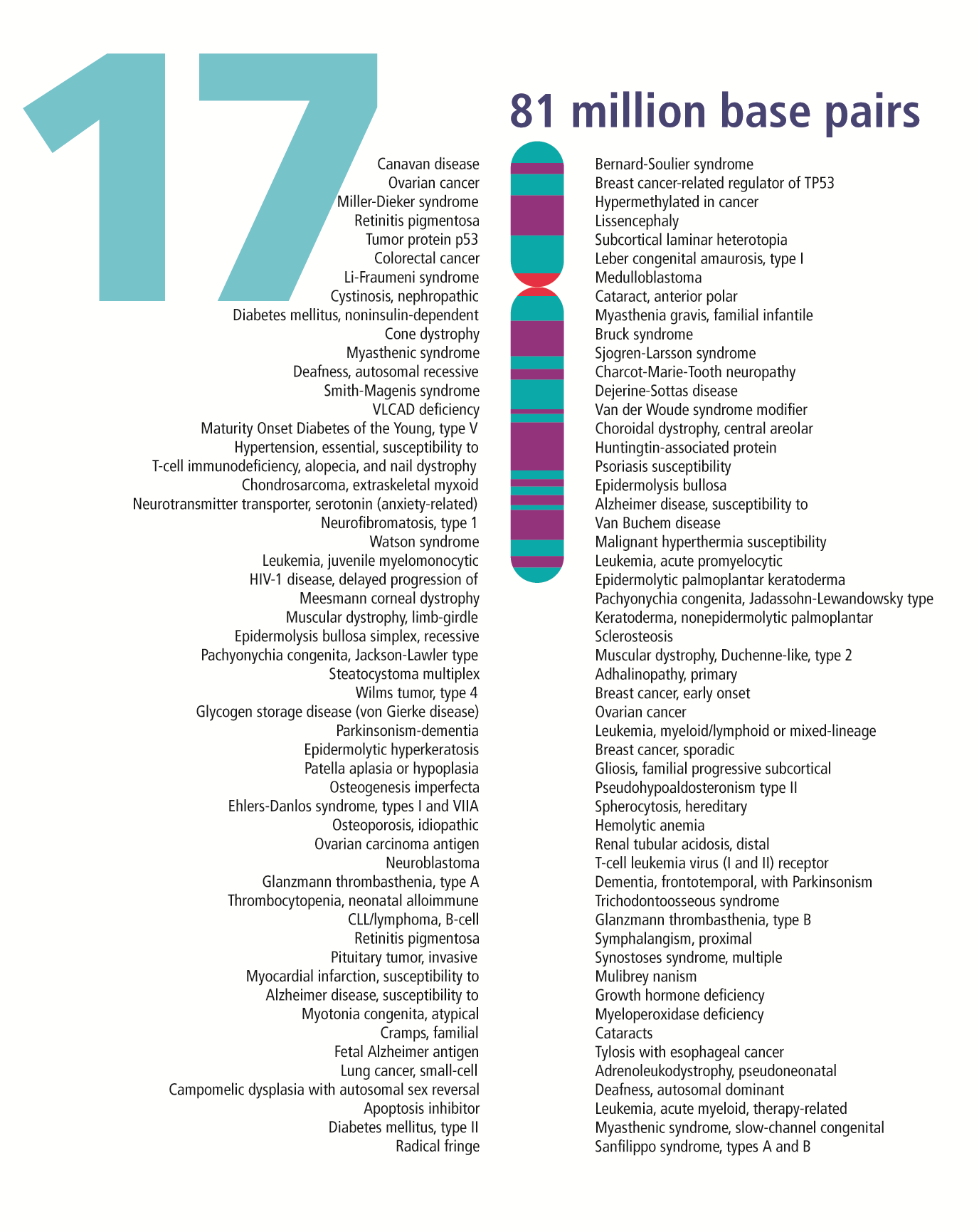
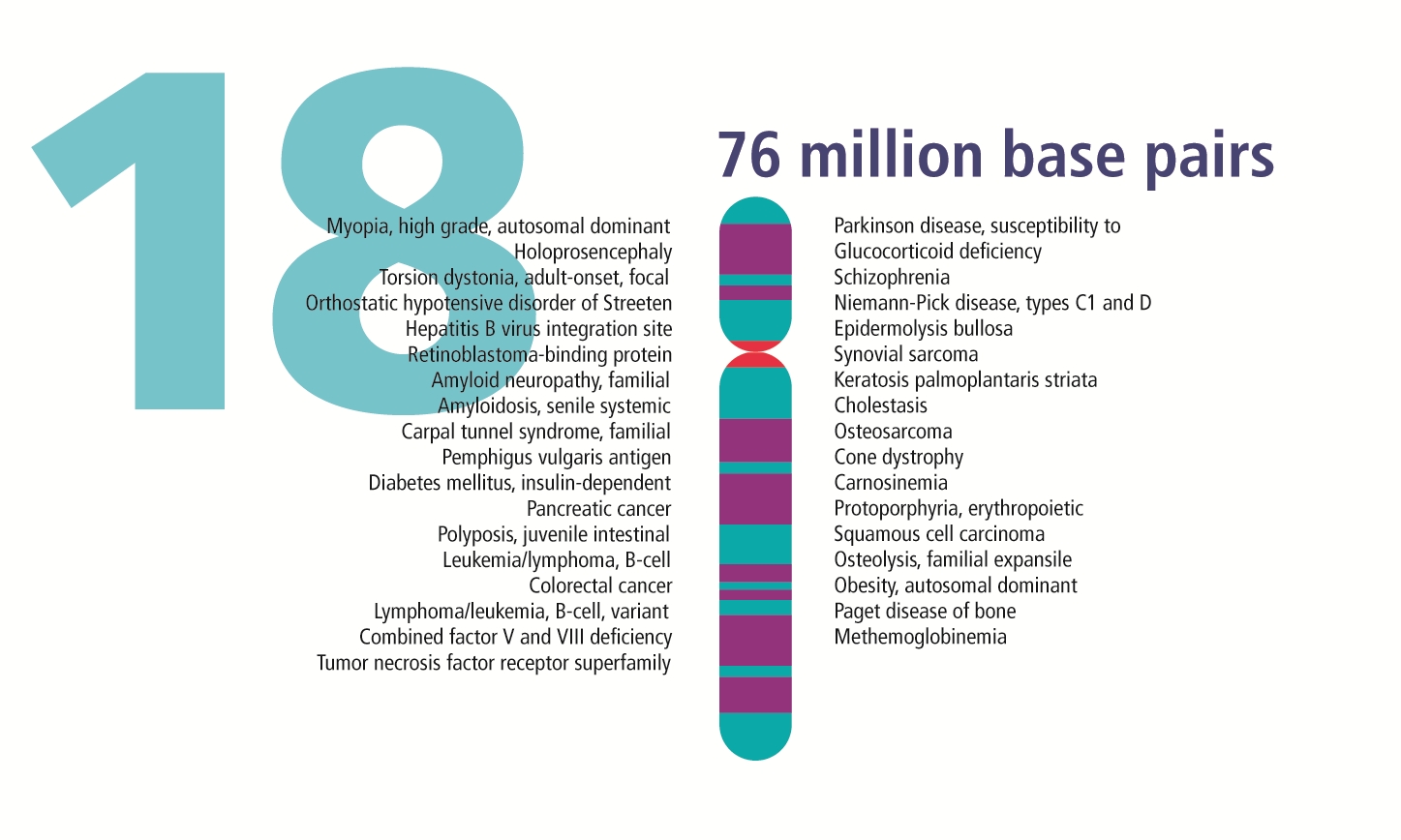
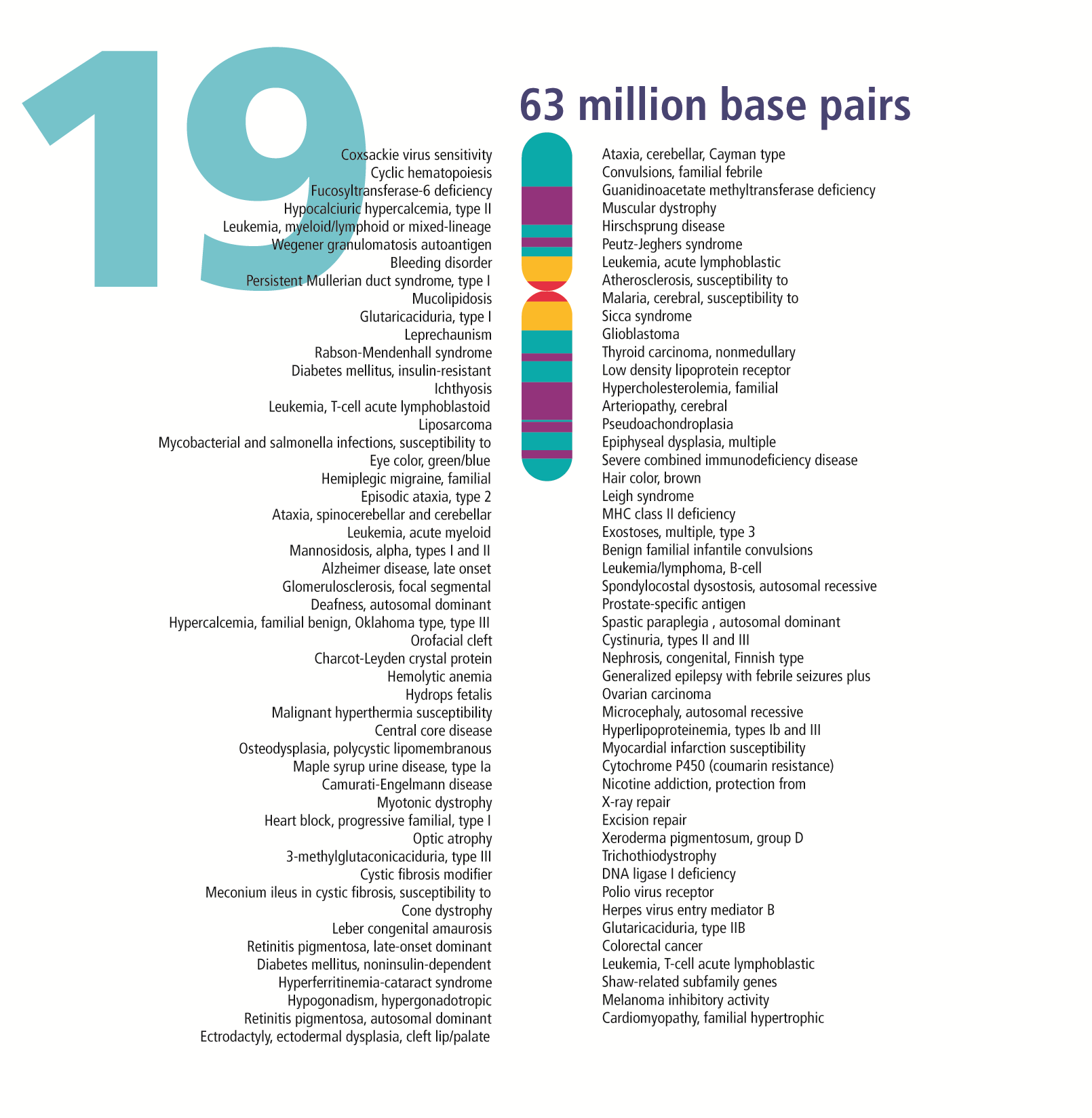
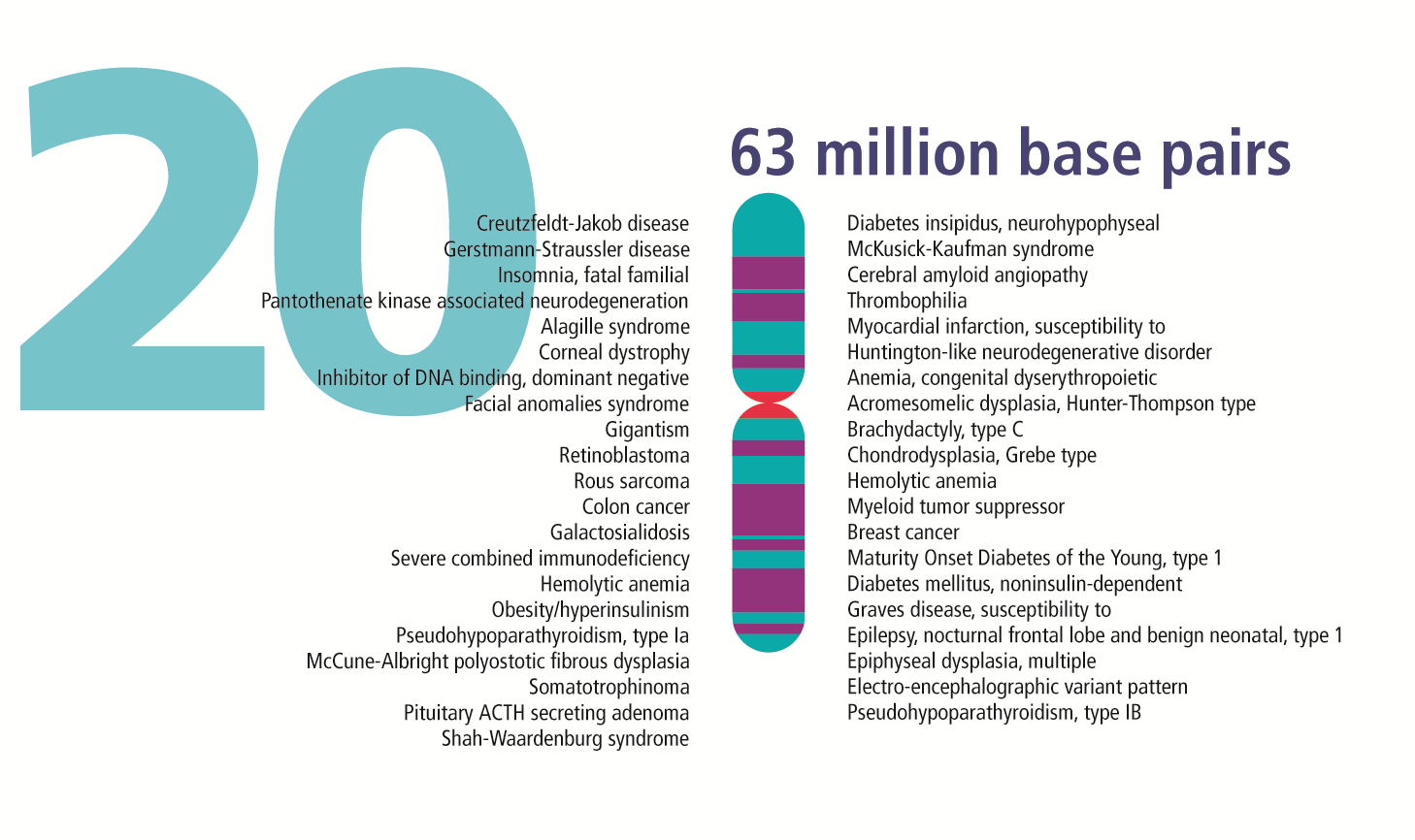
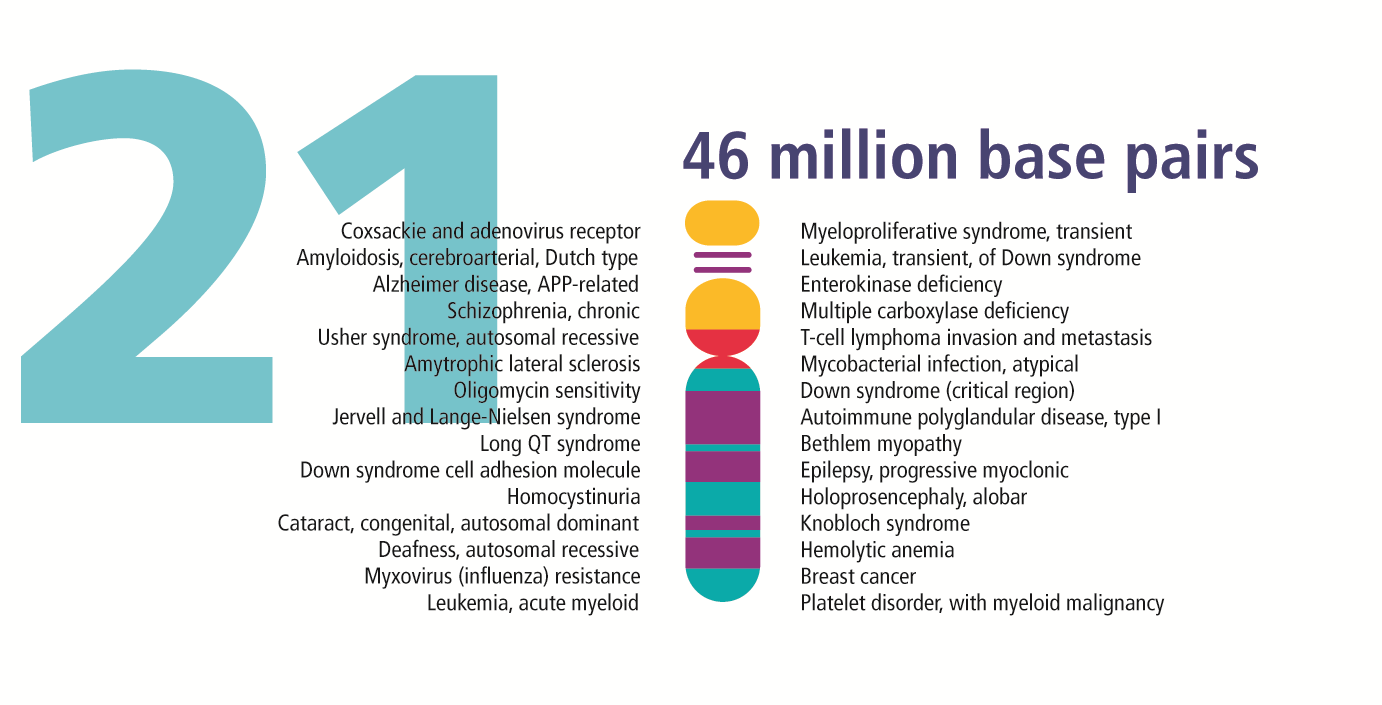
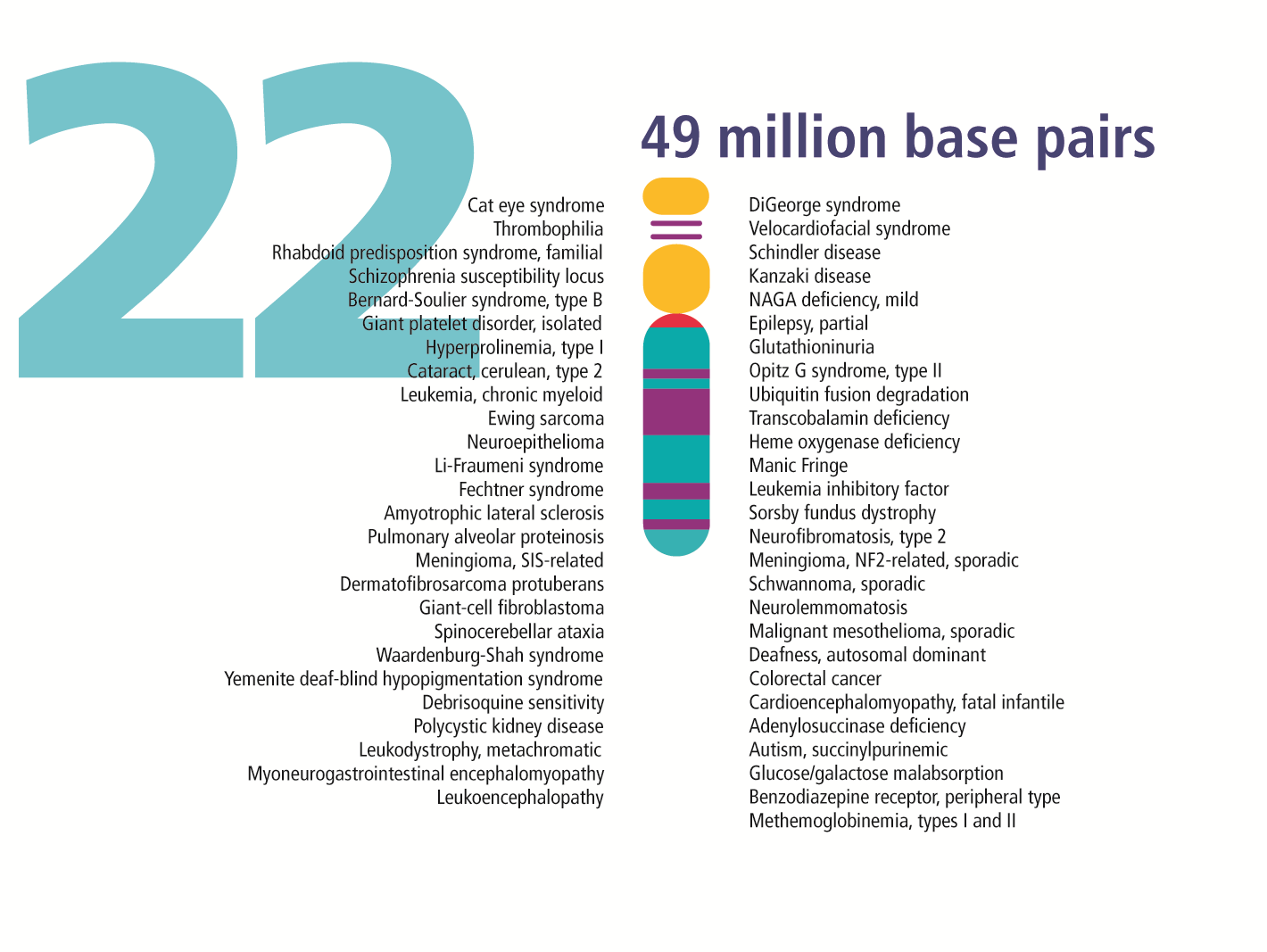
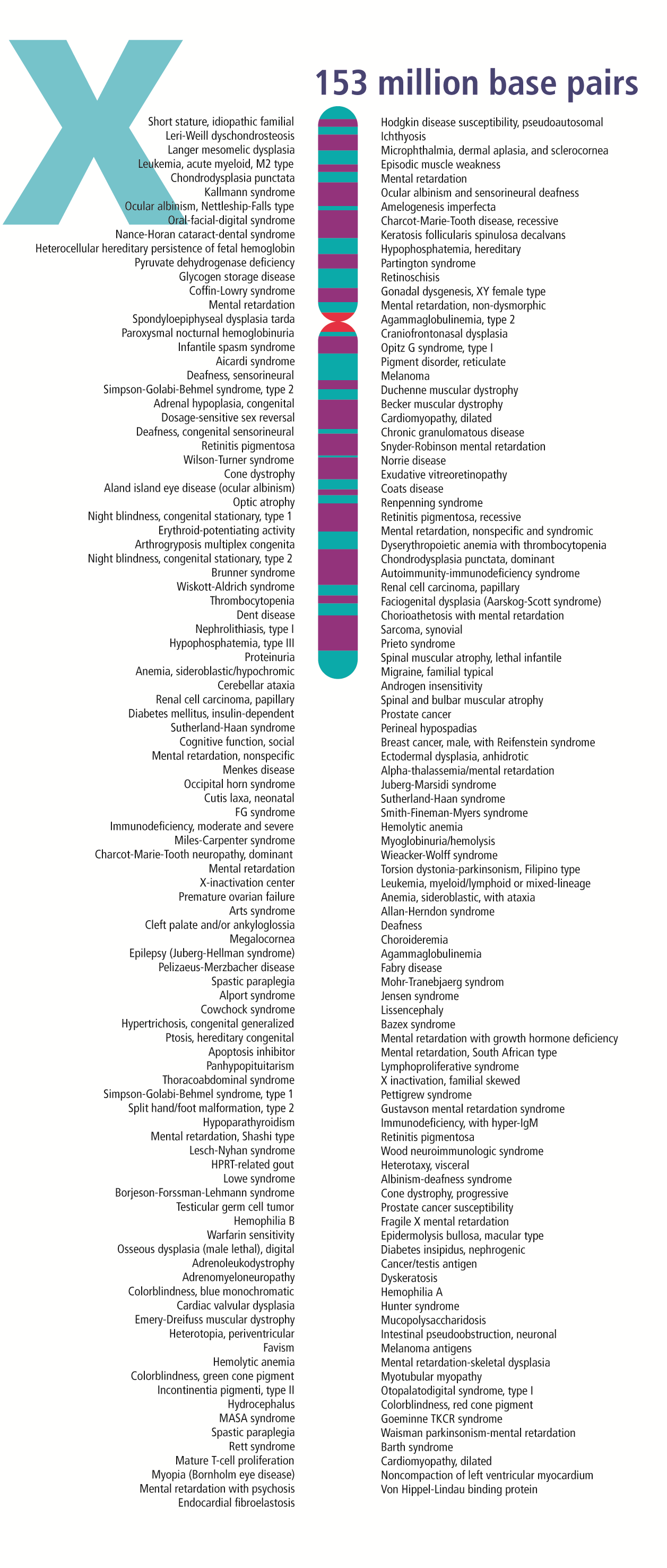
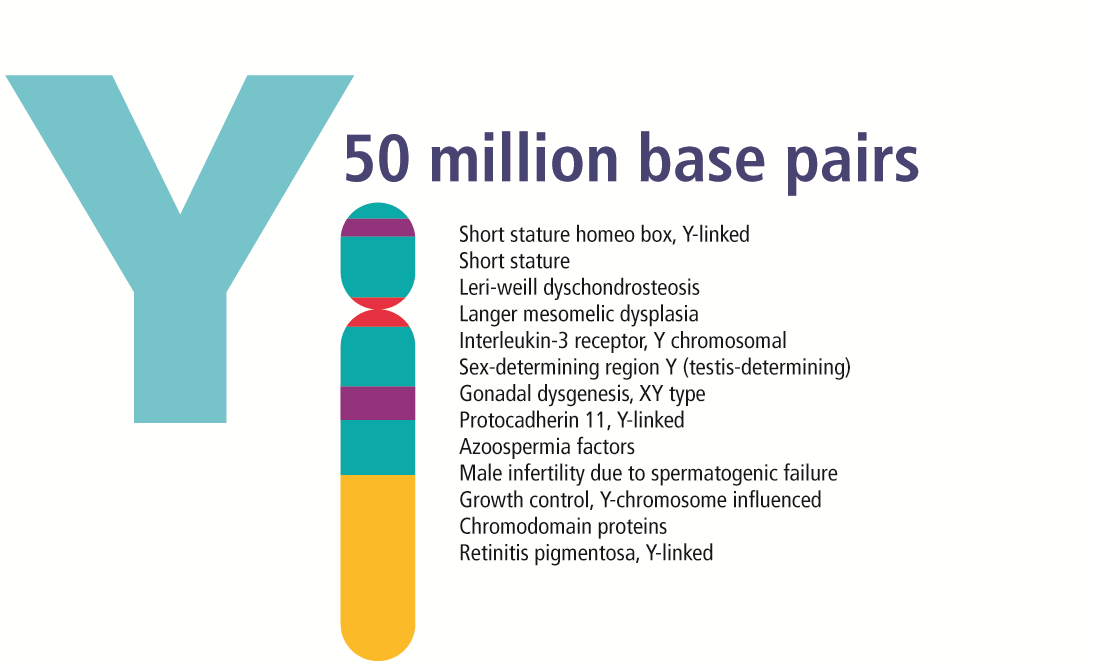